# Ortnamnsforskning
Ortnamnsforskning eller toponymi (även toponomastik eller geografisk onomatologi) är det språkvetenskapliga studiet av den del av språkens ordförråd, som omfattar proprier (egennamn), som betecknar lokaliteter. Ortnamnsforskningen är en gren inom onomastiken (eller namnforskningen), vars viktigaste grenar är ortnamns- och personnamnsforskning.
Överallt där människor har bott eller färdats på jordens yta har lokaliteter blivit namngivna. Traderingen av de äldsta ortnamnen sammanfaller  med de första exemplen på nedskrivet språk, som samtidigt är de första historiska källorna över huvud taget, från omkring år 4000 f.Kr. Människans bofasta levnadssätt i förbindelse med lantbruk har medfört fasthållandet av ortnamn genom flera tusen år, men namngivning av lokaliteter äger alltjämt rum.

## Historik

### Sverige
Den systematiska ortnamnsforskningen i Sverige tog sin början med den 1902 inrättade Kungliga Ortnamnskommittén. Det 1917 grundade Institutionen för ortnamns- och dialektforskning vid Göteborgs högskola fick ansvaret för ortnamnen i Västsverige, Sydsvenska ortnamnssällskapet fick ansvaret för ortnamnen i Sydsverige och från 1928 fick det då inrättade Svenska ortnamnsarkivet i Uppsala ansvaret för insamlingen av ortnamnen i övriga Sverige. En professur i ortnamnsforsking inrättades vid Uppsala universitet 1930 med Jöran Sahlgren som förste innehavare. Från 1913 har Namn och bygd varit den ledande tidskriften inom ortnamnsforskningen.

### Danmark
I Danmark är den officiella ortnamnspublikationen Danmarks Stednavne, från 1922 utgiven av Stednavneudvalget.

## Definition av begreppet ortnamn
Ortnamn eller toponymer är namn på geografiska företeelser och ortnamnen kan delas upp i bebyggelsenamn och naturnamn.
En språkvetenskaplig definition är att "ett ortnamn är ett språkligt uttryck som i en viss namnbrukarkrets är knutet till en bestämd plats".
Riksantikvarieämbetet väljer att definiera ortnamn som "ett gemensamt ord för alla namn på geografiska objekt och områden" och inkluderar specifikt även nyare ortnamn, såsom gatunamn.

## Ortnamnskategorier
Alla ortnamn delas upp i två huvudkategorier: naturnamn och kulturnamn. Kulturnamnen kan indelas i tre kategorier: ägonamn, bebyggelsenamn och namn på artefakter.
Naturnamn är vattendrag, sjöar, skogar o.s.v. Ägonamn är namn på mark som används för jordbruk och boskapsskötsel, till exempel åkrar, ängar och hagar. Bebyggelsenamn är namn på tätorter, byar, gårdar, bygder med mera. Artefaktnamn är namn på broar, hamnar, gruvor, gravhögar m.m. Många bebyggelsenamn har ursprungligen varit naturnamn, ägonamn eller artefaktnamn till exempel Borås, Västervik, Bergsäng, Fellingsbro o.s.v..
Samma sak gäller ortnamn i andra länder, som det engelska Oxford (-ford betyder 'vadställe'), det tyska Osnabrück (-brück kommer av 'brücke' (bro)) eller det finska Lappeenranta (-ranta betyder strand).
Naturnamnen kan också vidareindelas i olika typer beroende på lokalitet. Man har beteckningar som vattendragsnamn, sjönamn, önamn, höjdnamn och dalnamn.
Utifrån en annan indelningsgrund kan man tala om endonymer och exonymer, beroende på om ortnamnen är inhemska/officiella i ett visst land eller utländska/icke-officiella i samma land. Ett exempel för Sveriges del: "Skåne" är en endonym och "Escania" är en exonym.
Ett exempel gällande Finland: På Åland är Mariehamn en endonym eftersom ögruppen är enspråkigt svensk. I Finland i övrigt är både Mariehamn och Maarianhamina endonymer, eftersom Finland (utom Åland) är tvåspråkigt.

## Morfologi
Den största delen av världens ortnamn består av språkens nominala ordförråd, det vill säga substantiv och adjektiv. De vanligaste ortnamnstyperna är en kombination av två substantiv, antingen genom ren sammansättning eller genom sammanbindning med genitiv. Ortnamnen kan också vara en kombination av ett adjektiv och ett substantiv. Dessa element betecknas som led och fast det finns namn med ett, två eller tre led (och även fler än så) är det vanligast att ortnamnen i världen består av två led. Därför betecknas dessa som förled och efterled. Ett ortnamns förled är för övrigt ofta ett namn i sig självt, nämligen ett personnamn.
I de flesta språkområden finns också ortnamn som består av ett led som utvidgas av antingen avlednings- eller böjningsändelser. I många språkområden uppträder ortnamn med pluralisändelser. I Sverige finns sådana ändelser i form av -a, -e, -om och -um. Varför så många ortnamn har plural form är omtvistat.

## Datering
Ortnamn är kända från den västliga kuturkretsens forntid i Medelhavsområdet och Mellanöstern ända från brons- och järnåldern, och kunskapen utvidgas i takt med den historiska traditionen. I några områden har de flesta ortnamn bildats redan innan ett skriftspråk uppstod. Namnbildningen fortsatte genom antiken och medeltiden men stagnerade i Europa omkring år 1500, när kontinenten i allt väsentligt var fullt bebyggd. Det europeiska ortnamnskicket fortsatte sedan i den nya världen.
Om ortnamnet har tillkommit i förhistorisk tid, vilket är fallet med de flesta europeiska ortnamn, kan namnets beståndsdelar, särskilt efterledet, medverka till att dess bildning kan dateras, genom att bildningen av ett givet efterled är produktiv i en period på några århundraden. Därefter upphör bildningen av detta led gradvis.

## Ortnamnstolkning
Redan långt tillbaka i tiden har folketymologiska omtolkningar gjorts av ortnamn. Intresset för ortnamnen har gjort att gemene man och/eller skrivare i offentlig tjänst har gjort felaktiga tolkningar. 

### Urspåring
En omtolkning som döljer ett ortnamns ursprung kallas en urspåring. I vissa fall har urspåringar blivit de officiellt fastställda namnen. Ett svenskt exempel är Vedyxa i Uppland som kommer av det i medeltida urkunder belagda Vidhusa, en sammansättning av det fornsvenska vidher ’skog’ och hus.

### Populära förklaringar av oförvanskade ortnamn
I andra fall orsakar folketymologisk tolkning ingen förvanskning av namnet men gör att ofta seglivad etymologi blir förknippad med namnet. Innan ortnamnsforskningen blev en vetenskap hade såväl lärda män som enkelt folk ovetenskapliga förklaringar till olika ortnamn. Namnet Uppsala förklarades av Heliga Birgittas biktfader Mathias Lincopensis komma av Uppo, som skulle vara stadens grundare. Denne Uppo var far till Sven, Nore och Dan i Sverige, Norge och Danmark. Därmed skulle Uppsala vara den äldsta huvudstaden för de tre nordiska rikena. En mer folklig förklaring finns till namnet Bälinge: När man skulle namnge socknen låg fåren runt kyrkmurarna. Ett får bräkte ett "bä" och så lades -linge till och namnet Bälinge uppstod.

### Vetenskapling ortnamnstolkning
Tolkningen av ortnamn, ortnamnens etymologi, har en central plats inom ortnamnsforskningen. För den etymologiska forskningen hade den jämförande språkforskningen i början av 1800-talet en mycket stor betydelse. Företrädarna för denna språkvetenskapliga inriktning, Jacob Grimm, Rasmus Rask med flera, skapade en  vetenskaplig grund som bland annat kunde användas för forskningen om de olika ortnamnens ursprung.
Ortnamnstolkningen har sedan urminnes tider sysselsatt de lärde. Redan Varro, Plinius den äldre och Pomponius Mela ägnade mycket intresse åt att försöka reda ut ortnamnens betydelse, och under medeltiden gjordes flera aktningsvärda arbeten inom detta område. Men det var först med språkvetenskapens utveckling på 1800-talet som en vetenskaplig namnforskning blev möjlig. Här, som på så många andra håll, var det Tyskland som gick i spetsen, och tysken Ernst Förstemann bör betraktas som förste man inom den vetenskapliga onomatologien. Hans arbete "Altdeutsches namenbuch. 2: Ortsnamen" (1859; 3:e uppl. 1911 ff.) blev banbrytande.

### Tolkningsvillkor
För alla ortnamn måste vissa villkor uppfyllas, för att man skall komma fram till en rimlig tolkning.
Tolkningen måste stämma med de äldre skriftliga belägg som finns. Många ortnamn kan feltolkas om man enbart ser till namnens nutida skriftliga form  (som oftast påverkar även uttalet av namnet). Ett exempel är Norrbyås i Närke, som år 1275 skrevs som Nerboahs.  Namnet kan därför inte ha varken med ordet 'norr' eller med ordet 'by' att göra.
Tolkningen måste stämma med hur namnet uttalas i den trakt där namnet finns. Om inga äldre belägg finns, eller om sådana ger en motsägande bild, är lokalbefolkningens uttal av namnet särskilt viktig. Exempel: Utanför Ludvika ligger sjön Gårlången. Sjöns genuina uttal är Gårlången med å som i gård och inte med ljudet ô som i traktens dialekt finns i till exempel 'kol' och 'hål'. Förledet skulle kunna vara går, gorr 'smuts, dy, orenlighet'. I så fall skulle Går- uttalas som Gôr-. Eftersom det istället uttalas Går- bör det komma från ett ursprungligt långt a, som i fornsvenska gardher 'gård'. Alltså är det rimligt att anta att  ordet i förledet är gård. Den troliga betydelsen är 'fiskegård', en inrättning för fiskfångst.
Tolkningen måste stämma sakligt. Faktorer som bland annat bör beaktas är topografin, ort- och personnamnsskick och växt- och djurvärld. När det gäller topografin måste en plats ha en terräng som stämmer med ortnamnet. Om till exempel en plats heter Backagården kan namnet innehålla ordet backe. Men om terrängen inte är det minsta kuperad just där, saknas den möjligheten. Förledet kan då istället innehålla ett personnamn Back eller Backe.
Om inte ort- eller personnamnsskick stämmer med ortnamnet måste man vara försiktig med tolkningen. Om till exempel ett ortnamn i Skåne innehåller "Tuna" eller -tuna, som Tuna i Lund, får man anta att det kan vara ett uppkallelsenamn, eftersom Tuna normalt inte förekommer i skånska ortnamn.
Även de dialektord som finns i en trakt bör man ha i åtanke. Ett exempel är Ramsta i Uppland har som förled det fornsvenska mansnamnet Rampn (isländska Hrafn). Ordets betydelse är korp, som i en del svenska dialekter kallas ramm eller ramn. Förr uttalades ortnamnet Rammsta. Numera är uttalet Ramsta och invånarna i socknen kallas Ramsta ramarna.
I Uppland kallas fågeln 'korp' och bland öknamn på sockenbor finns Morkarla korpar och Lohärads korpar. Ett annat exempel är Ramlösa (in Ranfløse 1349) där namnet kommer av det skånska dialektordet ramm 'fuktig äng' och -lösa 'glänta, äng'. I skogrika trakter betecknar annars Ram- oftast 'korp', som i Ramdala (ecclesie Rafndalæ 1345) i Blekinge.
Ett stort antal ortnamn, speciellt ägo- och naturnamn, har ett växt- eller djurbetecknande förled. Ett ortnamn Lin- eller Lindtjärn i Bohuslän kan antingen innehålla lin eller lind. När man ser på fakta om tjärnen ser man att den ligger för avlägset för att man skulle ha rötat lin i den. Däremot har det enligt uppgift växt lind vid tjärnen. Alltså bör det vara ordet lind som finns i namnet.
I Tiveden finns sjön Kråksjön mitt i skogen nära gränsen mellan Närke och Västergötland. I och med att sjön finns i ett skogslandskap och inte i ett jordbrukslandskap är det inte troligt att namnet skulle ha med kråkor att göra. Det finns svenska ortnamn som i sitt förled har ett ord som motsvarar fornvästnordiska krákr 'korp', till exempel Kråkshult i Småland. Kråksjön i Tiveden skulle då kunna betyda Korpsjön.

## Användning
Forskning om ortnamn kan medverka till att kasta ljus över ett landområdes tidiga språkhistoria. Om området har bytt språk kan man med hjälp av språkhistorisk metod komma underfund med när eventuella språkskiften har ägt rum, och vilka språk som tidigare har talats i området.
Detta kan emellertid också i några områden, till exempel Balkan, göra forskningen kontroversiell, då den kan avslöja att andra folk har bott i området tidigare än de nuvarande staternas majoritetsbefolkning. Forskningen kan därmed bli tagen till intäkt för nationella politiska konflikter och krav på omstridda områden.
Ett annat exempel är Sydtyrolen, där språkforskaren Ettore Tolomei i boken "Prontuario dei nomi locali dell'Alto Adige" (1916) ersatte ladinska och tyska ortnamn med italienska för att hävda Sydtyrolens samhörighet med Italien, som ville få överhöghet över området. Alltsedan Österrike efter första världskrigets slut tvingades överlämna Sydtyrolen till Italien har speciellt de tyskspråkiga i området motsatt sig den italienska överhögheten och de italienska ortnamnen.